# 李·里士滿的完全比賽
1880年6月12日，烏斯特烏斯特人队的李·里士滿在伍斯特農業展覽會上对克里夫蘭藍對投出了一场完全比賽。这被美國職業棒球大聯盟官方認定是历史上第一场完全比賽，当时僅有国家联盟。里士滿于1879年加入烏斯特人队，并迅速藉由投球能力而獲得球隊的重用；後來于1886年从棒球界退役。當時还不存在完全比賽的概念，因此在當時很少有人讨论里士滿的成就；与其他完全比赛相比，里士滿和约翰·蒙哥马利·沃德的完全比賽紀錄有爭議，因為當時的棒球規則與現今的有很大不同，有一些對守備方有利的規則。尽管美國職業棒球大聯盟官方網站有将里士滿和沃德的完全比賽列入了完全比賽紀錄，但一些體育記者會將這兩場排除在外。

## 背景
在棒球比赛中，如果一支球队的一名或多名投手，沒有讓任何對方的擊球員上壘，则视为一场完全比賽。 以美国职业棒球大联盟為例，該聯盟為九局制的比賽，每一局須解決三個人次，這意味著投手必須連續解決對方擊球員共計27個打數，沒有被打任何安打、守備失誤、妨礙擊球員、任何形式的保送及不死三振。 多數体育记者认为这是体育界最难達成的单场比赛成就，因为它需要極佳的投球表現、守備員的穩定表現及良好的運氣才能完成。从1876年到2023年，美國職業棒球大聯盟進行超過237,000场，其中只有24场發生完全比賽。
1879年，布朗大学学生李·里士滿加入了國家協會的烏斯特烏斯特人 。 里士滿迅速利用自身優異的投球能力而獲得重用，包括在交手芝加哥白袜队的七局无安打比赛和交手来自马萨诸塞州斯普林菲尔德球队的九局无安打比赛。 這使得烏斯特人隊的名氣上升，尽管烏斯特的人口少于國家联盟要求的人口数量，但在1880年仍被允许加入國家聯盟。

## 比賽過程
| 球隊           | 1 | 2 | 3 | 4 | 5 | 6 | 7 | 8 | 9 | R | H | E |
| -------------- | - | - | - | - | - | - | - | - | - | - | - | - |
| 克里夫蘭藍     | 0 | 0 | 0 | 0 | 0 | 0 | 0 | 0 | 0 | 0 | 0 | 2 |
| 烏斯特烏斯特人 | 0 | 0 | 0 | 0 | 1 | 0 | 0 | 0 | x | 1 | 3 | 0 |

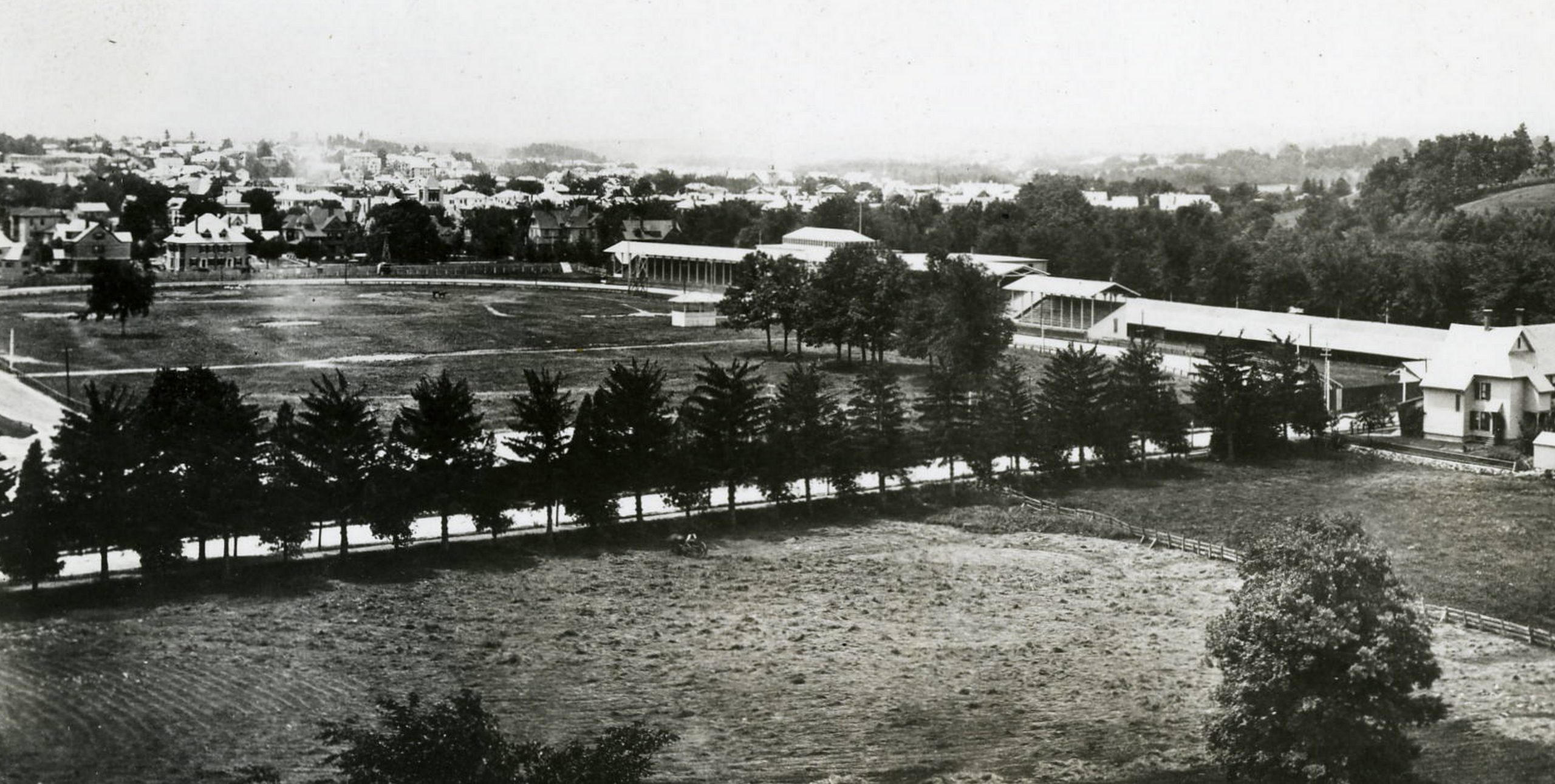
烏斯特農業展覽會，里士滿締造完全比賽的场地

這場比賽發生在1880年6月12日。烏斯特烏斯特人隊在马萨诸塞州烏斯特市的烏斯特農業展覽會与克里夫蘭藍隊交手。比賽的前一天，里士滿从烏斯特前往罗德岛州普罗维登斯的布朗大学参加毕业典礼。熬夜庆祝后，他参加了班级的棒球比赛，隔天清晨才入睡。他睡在接近中午時醒来，由于火车誤點，他到达烏斯特農業展覽會时，没有时间取暖和吃饭。 

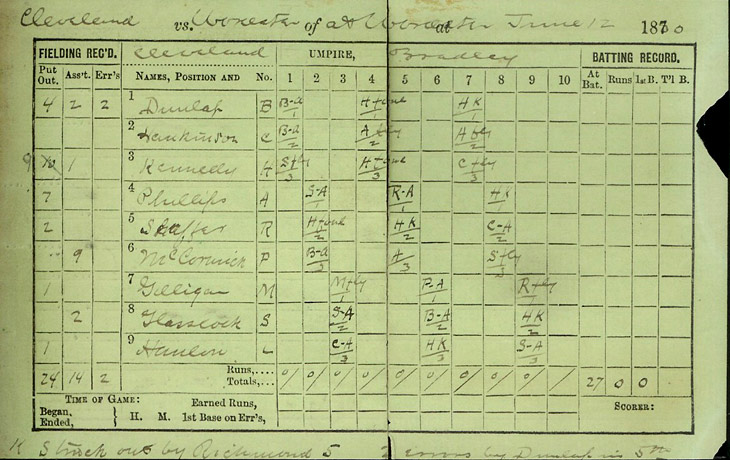
里士滿完全比賽的紀錄

里士滿和對方的先發投手吉姆·麦考密克都在這場比賽完投並投出優秀的表現。 麦考密克一共八局，僅第五局失掉一分非自责分。 那局烏斯特人队的攻勢從游击手亚瑟·欧文的一壘安打開始，下一棒捕手查理·本内特获得保送。再下一棒三垒手阿特·惠特尼击出滾地球，藍队二垒手弗雷德·邓拉普發生失误，让欧文跑回了本场比赛的唯一一分。
里士滿在整场比赛中主要使用曲球，搭配快速球和变速球。他在面对27名擊球員中，有两位是击出界外球一個彈跳被接殺出局，然而這在現在的規則是界外球，兩好球前只記好球一顆，並不會因此出局；不過在當時的规则，外野手接住擊出之後只有一次彈跳的界外球，則擊球員出局。在第五局，蓝队擊球員比尔·菲利普斯擊出了右外野方向的飛球，但烏斯特人队右外野手朗·奈特在球落地之後將球接住，并传给一壘手查布·沙利文，使擊球員出局，這個打席是整場比賽藍隊最接近上壘的一個打席。在第八局时遇到下雨，使比赛暂停了七分钟，本场比赛最后的一名击球手是内德·汉隆，他击出一个滚地球出局，使得里士滿投出了完全比賽。這場比赛時間為1小时26分钟，里士滿共投出5次三振。

## 後續
在1880年，完全比赛的概念还尚未普遍，因此很少有提及里士滿的成就。《烏斯特晚报》将这场比赛描述为“一场精彩的完封”和“有史以來最好看的棒球比賽”。在報紙中也强调這場比赛中烏斯特人隊没有發生失误，《芝加哥論壇報》写道“烏斯特人队完成一场完美的守備比赛。”棒球历史学家约翰·索恩指出，媒體记者们之所以比較關注失误的多寡而不是投手的投球表现，是因为在19世纪時失误較為常見。
里士滿在當年球季66场，勝敗為32勝32敗。後來他于1886年从棒球界退役，他的生涯成績為75胜100敗，自责分率3.06。之後他当了數年的医生，于1929年10月1日去世，享壽72歲。
与其他美國職業棒球大聯盟的完全比賽相比，里士滿和約翰·蒙哥馬利·沃德完全比賽的記錄有爭議。主要問題是當時的棒球規則与現今有很大不同。在當時沒有投手丘，投球位置距离擊球員只有45英尺，而不是現今的60英尺。 此外，擊球員可以要求投手将球投到他们想要的位置，如果球没有在擊球員要求的位置，则会被判为壞球；尽管美國職業棒球大聯盟将這場比賽列在完全比賽的記錄內，但一些体育记者将這場比賽排除在外。

## 附註
1. ↑  他曾在1883年短暫退役，繼續他的學業，之後在1886年復出加入辛辛那提紅襪隊，但很短暫。[7]